# Teatro Salvini
El teatro Salvini es el teatro municipal de Pitigliano.
En una zona ocupada por un granero de la familia Orsini cerca de la fortaleza, la Sociedad Filodrammatica dei Ravvivati construyó su teatro en 1823: una sala rectangular con 21 cajas en la pared posterior dividida en dos órdenes.
En 1870 se inauguró el teatro completamente renovado con el nuevo nombre de Teatro Salvini: una sala de herradura con el mismo número de cajas distribuidas en todo el perímetro.
En 1934, el teatro se incorporó al nuevo Palacio Municipal perdiendo su aspecto original pero manteniendo su estructura interna.
Para remediar los problemas estáticos que ocurrieron después de estos trabajos, en 1971y 1972 se llevó a cabo una renovación radical en el diseño del ingeniero Edoardo Focacci. La sala interior ha sido completamente remodelada en forma rectangular con estructuras de soporte y bóveda de cañón en hormigón armado y también el escenario ha sido completamente reconstruido con criterios similares.
Del teatro original solo quedan los elementos decorativos del vestíbulo y la cafetería.